# Nationaloper Estonia
Koordinaten: 59° 26′ 5″ N, 24° 45′ 3″ O
Die Nationaloper Estonia (estnisch Rahvusooper Estonia) ist eine der wichtigsten Kulturinstitutionen Estlands. Ihr Stammsitz, das Opern- und Konzerthaus Estonia, liegt im Zentrum der Hauptstadt Tallinn.

## Geschichte
Der Musik- und Theaterverein Estonia wurde 1865 in Tallinn ins Leben gegründet. Er führte ab 1871 Schauspiele auf. Allerdings blieben Bühnenaufführungen des Vereins bis 1895 nur unregelmäßig. Erst Ende des 19. Jahrhunderts kam es zu regelmäßigen Darbietungen von beliebten Volksstücken, meist mit Musik und Tanz.
1906 gründeten die Schauspieler und Regisseure Paul Pinna und Theodor Altermann aus dem Verein heraus das professionelle Theaterensemble Estonia. 1912 kam zum Theater ein festes Musikensemble hinzu. 1926 wurde eine Balletttruppe ins Leben gerufen. Ab 1918, dem Jahr der estnischen Selbständigkeit, prägte der Schauspieler und Regisseur Ants Lauter das Theater- und Opernleben im Estonia. 1949, nach der Besetzung Estlands durch die Sowjetunion, wurde die Theatertruppe aufgelöst. Das Estonia wurde in der Zeit der Estnischen Sozialistischen Sowjetrepublik zur reinen Musikbühne. Seit 1998 trägt die Nationaloper Estonia ihren heutigen Namen.

## Gebäude
Die finnischen Architekten Armas Lindgren und Wivi Lönn planten das repräsentative Gebäude im Jugendstil, das heute noch Stammsitz des Nationaloper ist. Am 24. August 1913 fand die feierliche Einweihung statt. Es war damals, noch unter russischer Herrschaft Estlands, der größte Neubau in ganz Tallinn. Ein Flügel war als Theater vorgesehen, der andere als Konzerthaus. Beide Gebäudeteile wurden durch ein Restaurant verbunden, das heute als kleiner Veranstaltungssaal genutzt wird, der sogenannte „Wintergarten“ (estnisch talveaed).
Mit Ausbruch des Ersten Weltkriegs wurde das Konzerthaus allerdings zu einem Kriegslazarett umfunktioniert. Im Theatersaal gingen auch während der Kriegsjahre die Aufführungen weiter. Nach Ausrufung der estnischen Unabhängigkeit trat am 23. April 1919 in dem Haus die Verfassungsgebende Versammlung (Asutav Kogu) der jungen Republik Estland zusammen.
1934 wurde das Gebäude wesentlich umgestaltet und erweitert. Der Zweite Weltkrieg zog es stark in Mitleidenschaft. Bei dem verheerenden Luftangriff der Roten Armee auf Tallinn am 9. März 1944 wurde das Haus fast vollständig zerstört.
In der zweiten Hälfte der 1940er Jahre wurde es nach Plänen der estnischen Architekten Alar Kotli und Edgar Johan Kuusik auch mit Hilfe deutscher Kriegsgefangener wieder aufgebaut. Dabei wurde die ursprüngliche Form der Fassade weitgehend beibehalten. Die Südfassade ist mit stilisierten dorischen Halbsäulen zwischen den Fenstern geschmückt. Im Inneren orientierten sich die Architekten am sozialistischen Klassizismus. 1946 konnte der Konzertsaal wiedereröffnet werden, im Oktober 1947 der Theatersaal. Erst 1991 wurde der Mittelteil fertiggestellt, der heute als sogenannter Wintergarten für kleinere Veranstaltungen genutzt wird. Ein Kammermusiksaal wurde 2006 eingeweiht.
Heute beherbergt das Gebäude drei unabhängige Institutionen: im linken Flügel befindet sich die Nationaloper Estonia und im rechten Gebäudeteil der Konzertsaal von Eesti Konsert. Darüber hinaus hat in dem Haus das Staatliche Symphonieorchester Estlands (Eesti Riiklik Sümfooniaorkester) seinen Sitz.
Das Gebäude war auf den 50-Kronen-Banknoten abgebildet, die bis zur Einführung des Euro 2011 in Estland in Umlauf waren.

## Nationaloper Estonia heute
Von 1994 bis 2009 stand der Nationaloper Estonia der Violinist Paul Himma vor, anschließend von 2009 bis 2020 der Dirigent Aivar Mäe. Seit Januar 2021 ist Ott Maaten ihr Generaldirektor.
Die jährliche Saison der Nationaloper läuft heute von September bis Juni. Jährlich werden ca. 250 Aufführungen mit derzeit 26 Produktionen veranstaltet. Das Repertoire umfasst die Bereiche Oper, Operette und Ballett, gelegentlich auch Musicals.
Der Nationaloper gehörten Ende der 2000er-Jahre 25 Solisten, 57 Balletttänzer, 56 Sänger und ein 93-köpfiges Sinfonieorchester an. Im Großen Saal finden 690 Besucher Platz.

## Meilensteine
1907 wurde die erste Operette aufgeführt: Mamzelle Nitouche von Hervé.

1908 folgte die erste Oper: Das Nachtlager in Granada von Conradin Kreutzer.

1911 die erste estnische Operette: Jaaniöö von Adalbert Wirkhaus.

1922 wurde das erste Ballett aufgeführt: Coppélia von Léo Delibes.

1928 folgte die erste estnische Oper: Vikerlased von Evald Aav.

1944 wurde das erste estnische Ballett aufgeführt: Kratt von Eduard Tubin.

## Chefdirigenten

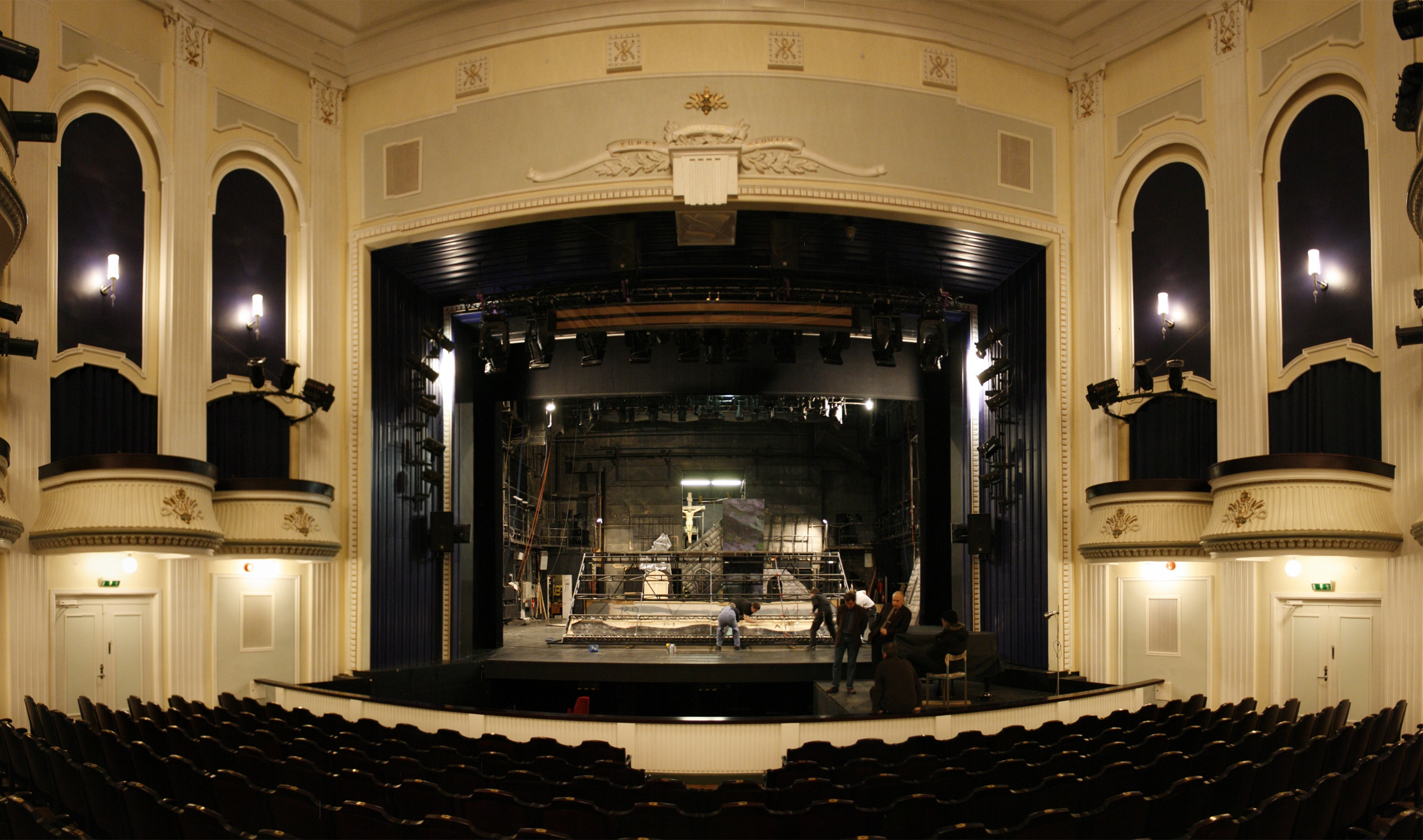
Opernbühne der Nationaloper Estonia

- Otto Hermann (1906–1908)
- Adalbert Wirkhaus (1908–1912)
- Raimund Kull (1912–1942)
- Juhan Aavik (1925–1933)
- Verner Nerep (1942–1944)
- Priit Nigula (1944–1951)
- Kirill Raudsepp (1951–1963)
- Neeme Järvi (1963–1975)
- Eri Klas (1975–1994)
- Paul Mägi (1995–2002)
- Jüri Alperten (2002–2004)
- Arvo Volmer (2004–2012)
- Vello Pähn (2012–2019)
- Arvo Volmer (seit 2019)